# X–24

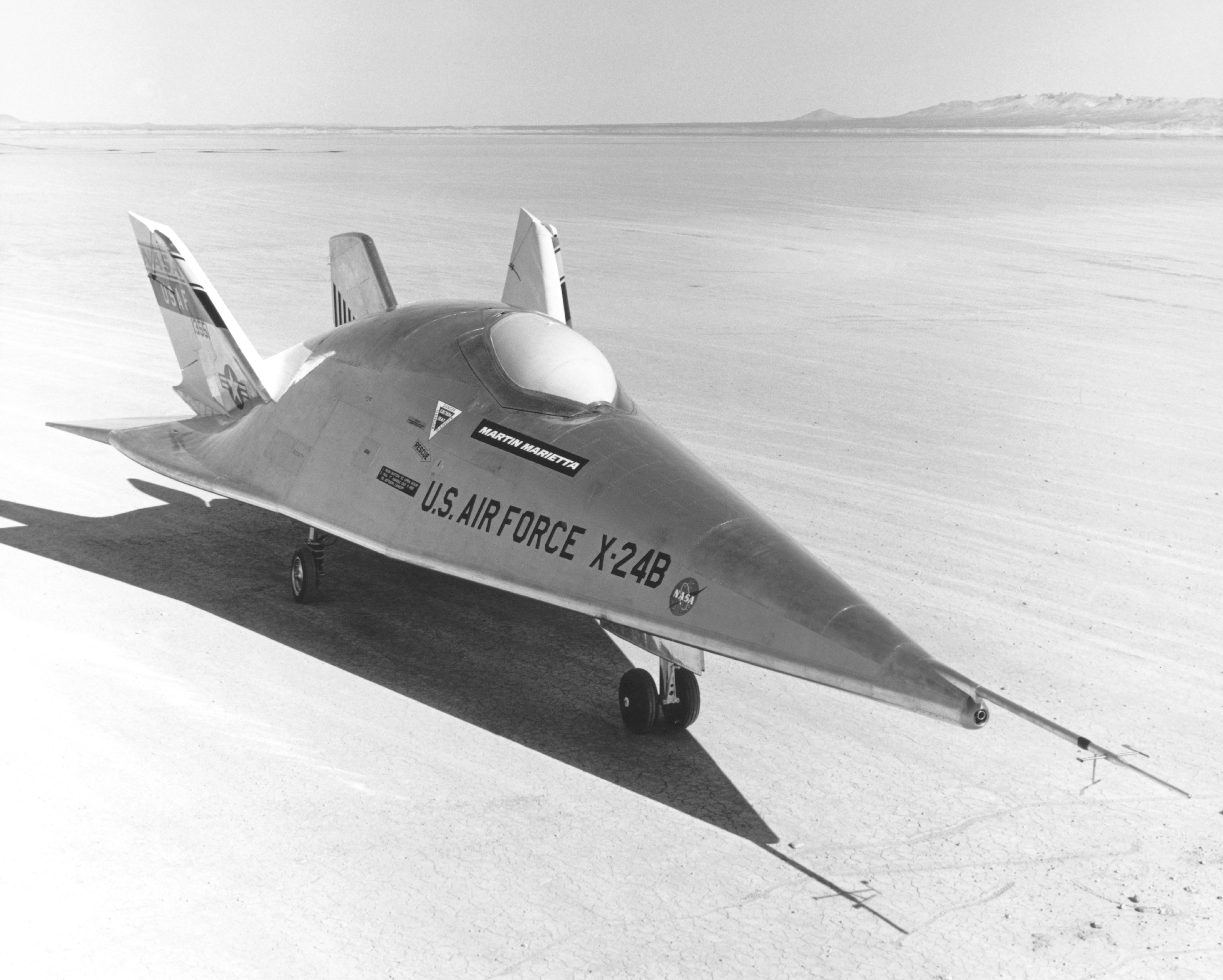
Az X–24A teljes átépítésével létrehozott X–24B a földön

A Martin Marietta X–24 szárny nélküli (úgynevezett lifting body) kísérleti repülőgép volt, melyet az X–23, valamint az M2–F1, M2–F2, M2–F3 és a HL–10 kísérleti repülőgépek segítségével szerzett tapasztalatok felhasználásával terveztek, űreszközök légkörbe való visszatérésének és leszállásának tanulmányozására. A program eredményeit a Space Shuttle tervezéséhez használták fel. A repülőgépet a NASA B–52-es nehézbombázójáról indították, majd egyes esetekben repülési magasságát megemelték rakétahajtóműve segítségével, ezután siklórepülésben szállt le. Egyszer teljesen átépítették, az így létrejött repülőgép lett az eredetire alig hasonlító X–24B.